# Tour de Buena Esperanza
El Tour de Buena Esperanza (oficialmente: Tour of Good Hope) es una carrera ciclista por etapas que se disputa anualmente en la provincia Cabo Occidental en Sudáfrica. La carrera toma su nombre del Cabo de Buena Esperanza ubicado en dicha provincia.
La carrera fue creada en el año 2019 como parte del UCI Africa Tour como competencia de categoría 2.2. Su primera edición constó de un total de 5 etapas recorriendo el Distrito Municipal de Cape Winelands y fue ganada por el ciclista sudafricano Marc Pritzen.

## Palmarés
| Año  | Ganador        | Segundo          | Tercero           |
| ---- | -------------- | ---------------- | ----------------- |
| 2019 | Marc Pritzen   | Jason Oosthuizen | Frans Claes       |
| 2020 | Jacobus Venter | Brandon Downes   | Dylan Girdlestone |

## Palmarés por países
| País      | Victorias |
| --------- | --------- |
| Sudáfrica | 1         |